# IC 4072
IC 4072 је појединачна звијезда у сазвјежђу Ловачки пси која се налази на листи објеката дубоког неба у Индекс каталогу.
Деклинација објекта је + 37° 21' 16" а ректасцензија 13h 1m 25,8s.